# Abdul Wahid Radhu
Abdul Wahid Radhu est né à Leh au Ladakh en 1918 dans une famille de commerçants musulmans, qui gérait notamment la mission Lopchak (tibétain : ལོ་ཕྱག, Wylie : lo phyag, « salutation annuelle »). 
Abdul Wahid Radhu reçoit une éducation moderne et obtient un baccalauréat en anglais de l'université musulmane d'Aligarh. 
Abdul Wahid Radhu participe à la mission Lopchak pour Lhassa en 1943, et parle couramment le tibétain de Lhassa. En 1944, il rejoint Kalimpong, puis Nanjing, alors capitale du Kuomintang. Il s'implique en politique quand les communistes chinois gagnent du pouvoir. Parlant tibétain et anglais, il travaille comme interprète officiel. En 1947, il retourne à Kalimpong. En 1951, il revient à Lhassa, où il se lie d'amitié avec les frères du 14e dalaï-lama. Il retourne en Inde et s'installe à Srinagar, puis retourne à Kalimpong à l'invitation d'un frère aîné du dalaï-lama, Gyalo Thondup, pour travailler dans une organisation de collecte d'informations tibétaine en exil. À Kalimpong, Abdul Wahid rencontre Marco Pallis, qui lui donne une traduction anglaise de l'"Introduction générale à l'étude des doctrine hindoues" du Français converti à l'islam, René Guénon, partisan du spiritualisme oriental. Abdul Wahid déduit de cette lecture que l’éducation et la modernisation occidentale l’induisent en erreur et l’attirent vers le matérialisme. Il a le sentiment d'avoir été « pris entre deux cultures et d'avoir perdu l'homogénéité de [sa] personnalité ». Pour lui, les religions orientales, l’islam, l’hindouisme ou le bouddhisme, créeraient « un « cosmopolitisme métaphysique, un univers de significations partagées découlant de la révélation divine primordiale de la vérité spirituelle ». La position d'Abdul Wahid se rapproche du Rishi order (en) décrit par Abdul Ghani Sheikh. Après l'exil du dalaï-lama en Inde et son installation à Dharamsala, Abdul Wahid travaille pour le Comité d'aide aux réfugiés tibétains (Bureau d'aide social des réfugiés tibétains) puis pour la Bibliothèque américaine du Congrès à Delhi. À sa retraite, il s'installe à Srinagar.
Abdul Wahid Radhu décrit le lien avec le Ladakh avec le Tibet dans ses mémoires publiés en 1981 en français (Caravane tibétaine), basée sur des entretiens en anglais traduits et adaptés en français par Roger du Pasquier.
Abdul Wahid Radhu est mort le 14 février 2011. Son fils, le  professeur Siddiq Wahid, est vice-chancelier de Islamic University of Science & Technology (en).

## Publication
- Abdul Radhu et Roger du Pasquier (préf. Marco Pallis), Caravane tibétaine, Paris, Fayard, 1981, 316 p. (ISBN 978-2-907629-10-2, OCLC 34339828)